# 국제삼림관리협의회

국제 삼림 관리 협의회(Forest Stewardship Council)는 목재를 채취, 가공, 유통하는 전 과정을 추적하고 관리하는 친환경 인증 단체이다.
1993년 설립된 비영리 국제 NGO 단체로서 지속 가능한 산림경영이 시행되는 숲에 FM (Forest Management ; 산림관리) 인증을 부여하고 FM 인증 산림에서 채취한 목재를 사용한 제품의 제조 및 유통가공 단계에 CoC (Chain of Custody ; 가공·유통) 인증을 부여함으로써 숲에서부터 최종 소비자에게 전달될 때까지의 모든 과정을 추적 관리하고 있다.

## 같이 보기
- 환경 마크
- 해양관리협의회